# Snarl 2
Snarl 2 fue un compilado islandés lanzado en 1987 a través de la discográfica Erðanumúsík. El lanzamiento de este compilado se limitó a Islandia y solamente en formato casete (MC).

Dentro de los grupos incluidos, se destaca Sykurmolarnir (más tarde conocido como su equivalente en inglés: The Sugarcubes), liderado por Einar Örn Benediktsson y Björk Guðmundsdóttir. Este grupo participó con las canciones "Mykjan" y "Skalli"; otro grupo importante en la década de 1980 era Qtzji Qtjzi Qtzji. En Blatt Afram se encontraba Inga Hrönn, la hermana de Björk; esta fue la única grabación existente del grupo.

## Lista de canciones
Información no disponible

## intérpretes
- Sogblettir
- E-X
- 16 Eyrnahlifabudir
- Daisy Hill Puppy Farm
- Yesminis
- Pestis
- Othekkt Andlit
- Muzzolini
- Sykurmolarnir
- Blatt Afram
- Bleiku Bastarnir
- Qtzji Qtjzi Qtzji
- Balli & Blomalfarnir
- Gult Ad Innan
- Mosi
- Fraendi
- S.H. Draumur